# Art Press
Art Press is een Frans kunst- en cultuurtijdschrift dat sinds 1972 als tweetalig (Frans en Engels) maandblad verschijnt in Parijs.

## Geschiedenis
Het eerste nummer van Art Press verscheen in december 1972 / januari 1973. In haar eerste redactionele artikel legde Catherine Millet (medeoprichtster, samen met de kunsthandelaar Daniel Templon) uit waarom ze in het nieuwe tijdschrift afzag van een puur journalistieke aanpak, omdat die te anekdotisch zou zijn; waarom ze net zomin een te sterk op de kunstgeschiedenis leunende kunstkritiek wilde als een te avant-gardistische recensiecultuur die de kunstgeschiedenis juist probeerde uit te wissen; en tot slot nam ze zich voor de xenofobie in de Franse cultuur te doorbreken.
In haar autobiografische roman La vie sexuelle de Catherine M. ("Het seksleven van Catherine M.") beschrijft Millet haar zoektocht naar goede recensenten en het verwerven van onafhankelijke kapitaal, waarbij ze een geest van vrij ondernemerschap aan de dag legde.
In de jaren daarna ontwikkelde Art Press zich tot een van de weinige invloedrijke Franse tijdschriften over hedendaagse kunst.
Vanaf mei 2006 verschijnt tevens art press 2, een kwartaaluitgave waarin een bepaald thema centraal staat. Zo verschenen themanummers over: La Scène française ("De Franse kunstscène"), Berlin, ville transit ("Berlijn, transitstad"), Cynisme et art contemporain ("Cynicisme en hedendaagse kunst"), Les Nouveaux Réalistes ("De nieuwe realisten"), Un numéro de choix ("Een keuzenummer"), Londres, nouvelles sensations ("Londen, nieuwe sensaties") en Performances contemporaines ("eigentijdse performancekunst").